# Adányi Alex
Adányi Alex (Szeged, 1992. március 7. –) magyar színész, a Jóban Rosszban filmsorozat Révész Milánja.

## Pályafutása
Fellépett már a Szegedi Nemzeti Színházban a Pesti Magyar Színházban és játszott reklámfilmekben is. A Jóban Rosszban című filmsorozatban játszott Révész Milán szerepe tette országosan ismertté.

## Filmjei
- Bűnök és szerelmek (2013)
- Jóban Rosszban (2014–2021)
- Fekete krónika (2015)
- Kémek küldetése (2016)
- Haza kell vinni a Tibit (2016)
- Vadkanvadászat (2018)
- Potyafuvar (2018) (forgatókönyvíró és filmproducer is)
- Rejtőzködők: Az elsőszülött (2019)
- Hotel Margaret (2022)
- Ki vagy te (2022–2023)
- Drága örökösök – A visszatérés (2023–2024)
- Valami Amerika (2023)
- Gólkirályság (2024–2025)
- Pokoli rokonok (2025–)
- Reménytelenül (2025)